# SLC39A10
SLC39A10‏ (Solute carrier family 39 member 10) هوَ بروتين يُشَفر بواسطة جين SLC39A10 في الإنسان.